# Boudicca
Boudicca (også kendt som Boadicea og Boudica,) var en keltisk dronning over icenerne, en keltisk stamme i dagens Norfolk i England. Hun var født omkring år 25 og ledede icenerne og allierede stammer i et oprør mod romerne i år 61.

## Navnet
Kelterne kaldte dronningen Boudica, sandsynligvis af keltisk buideac (= sejrrig), så det kan dreje sig om et tilnavn og ikke et personnavn. Tacitus fejlstavede det Boudicca, og i middelalderen forvanskede en kopist navnet yderligere ved at fejllæse Tacitus' u som et a, og det sidste c som et e. Dermed fik man Boadicea, som i hvert fald ikke var hendes navn. Dio Cassius kalder hende Buduica. I Wales kaldes hun Buddug, mens hun i nyere tid er blevet kaldt Bonduca.

## Oprøret
Hendes mand Prasutagus var konge over icenerne da romerne invaderede de britiske øer i 43, og hans kongedømme ser ud til at være blomstret op i tiden efter invasionen. Man har fundet skatte som man mener tilhørte icenerne. Prasutagus indgik hurtigt aftaler med romerne, og fortsatte med at at styre icenernes rige som et klientkongedømme. Tacitus skriver, at han var "berømt for sin langvarige velstand".

### Lånet
Filosoffen Seneca, kejser Neros mentor og formynder, lånte ifølge Dio Cassius "øboerne fyrre millioner sestertser, som de ikke ønskede". Beløbet var stort nok til at finansiere fyrre legioner i et helt år. Da Prasutagus døde i år 59, havde han ifølge Tacitus "indsat kejseren og sine to døtre som sine arvinger, idet han mente, at han ved en sådan føjelighed kunne give sit rige og sit hus en virkelig sikkerhed mod overgreb". Efter keltisk lov var hans enke Boudicca lovlig formynder for sine døtre og ansvarlig for gælden. Hos kelterne kunne kvinder godt være familiens overhoved; en "forbandelsestavle" fundet i Bath nævner en vis Veloriga som sin families overhoved. Hundredvis af denne type tavler, hvor oprørte keltere opfordrer guderne til at straffe dem, som har bestjålet dem eller behandlet dem slet, er bevis for at britiske kvinder havde ejendom og drev forretning. Det irske Brehon-lovværk tog udgangspunkt i at kvinder havde samme ret til ejendom som mænd og kunne forlange skilsmisse. Tacitus fortæller også om Cartimandua, briganternes dronning i Nordvest-England: "I Britannien findes der ingen rangordninger, som udelukker den kvindelige linje fra tronen, eller kommandoen over hære." 
Ammianus Marcellinus, den sidste pålidelige historiker der skrev på latin, var i aktiv tjeneste i Gallien i 300-tallet og skrev: Alle keltiske kvinder holder sig rene og pæne, og plejer sig med den samme omhu." Men også: En keltisk kvinde "er som regel meget stærk og har blå øjne; når hun er rasende, svulmer hendes halsårer op, hun skærer tænder og fægter med sine snehvide, robuste arme. Hun begynder at dele slag ud blandet med spark, som om de var lige så mange projektiler udsendt fra strengen på en katapult." 
Efter romersk lov kunne en kvinde imidlertid ikke være formynder, og ifølge en lov fra år 46 kunne kvinder ikke længere have ansvaret for en andens gæld. Seneca og Nero tilbagekaldte derfor lånene; men enten var Boudicca ikke i stand til at betale, eller også ville hun ikke. Dermed konfiskerede Nero hendes kongerige og stillede hende for retten. Prokuratoren Catus Decianus overtog icenernes område og lod Boudicca piske og hendes to døtre voldtage. Tacitus skriver at egnen blev "plyndret af centurioner", og kongefamiliens hus "af statholderens slaver, som om det var erobret bytte." Arvegods blev inddraget, og "kongens slægtninge behandlet som om de var slaver". Veteranerne, de pensionerede romerske soldater, der blev tildelt jord hos undertvungne folk, var særlig hadet. De havde oprettet en koloni i Camulodunum og drev med støtte fra de regulære tropper lokalbefolkningen fra deres hjem og marker, og kaldte dem krigsfanger og slaver.

### Boudiccas angreb
Boudicca samlede en hær, og allierede sig med blandt andre trinovanterne. Ifølge Dio Cassius havde hun 120.000 mænd med sig; det reelle tal var sandsynligvis lavere. Han beskriver dronningen som meget høj, højst skræmmende, "hendes blik var uhyre vildt, og hendes stemme meget skarp...En svær manke af det mest gyldenbrune hår nåede hende til hofterne; om halsen hang en stor guldkæde; og hun var iført en tunika i forskellige farver, og over den en tyk kappe, fæstet med en broche." 
Hun angreb først det forhadte Camulodunum, det romerske administrationscenter for provinsen Britannien. Ifølge Tacitus var byens befolkning i forvejen skræmt fra vid og sans af varsler: Sejrsstatuen i byens midte var faldet om uden påviselig grund og vendte ryggen mod fjenden, som om den flygtede fra dem, og "kvinder varslede i profetisk besættelse undergang for romerne. Man havde også hørt larm af barbarer i romernes forsamlingshus, teatret havde genlydt af skrig, og i Tamesas (Themsens) brakvand havde der vist sig et billede af en raseret koloni; havet havde været blodrødt, og da det trak sig tilbage, efterlod det noget der så ud som lig af mennesker." Indbyggerne tryglede prokuratoren Catus Decianus om hjælp, men han sendte kun 200 soldater, som ikke engang var ordentligt udstyrede. Belejringen kom da også kun til at vare i to dage, og før det endelige angreb søgte soldaterne tilflugt i templet. Oprørerne satte imidlertid ild til Camulodunum, halede soldaterne ud og henrettede dem i en hellig lund. Byen blev nedbrændt, og alle indbyggere som ikke nåede at flygte, blev dræbt, både mænd, kvinder og børn. Hvor man end graver et tre meter dybt hul i det centrale Colchester, vil man komme ned til et lag med trækul, som Boudiccas brand efterlod. Hun raserede templet til ære for Claudius, hvor befolkningen havde søgt tilflugt;  kejserens statue blev væltet, og først i 1907 fandt man dens hoved i floden Alde. Catus Decianus flygtede til Gallien, ifølge Tacitus, "forfærdet over nederlaget og den hadefulde indstilling i provinsen, som hans egen grådighed havde drevet til krig." 
Mange af Colchesters bygninger var rejst af brændt ler og træ. Ifølge arkæologer var de meget svære at sætte i brand. Når de er jævnet med jorden, har der ligget et voldsomt had bagved.  Flere hundrede kvinder skal være blevet ofret til krigsgudinden Andraste.  Boudicca angreb derefter Verulamium og Londinium.
Guvernøren Gaius Suetonius Paulinus begav sig i ilmarch tilbage gennem fjendeland for at forsvare Londinium, men indså at overmagten var for stor. I dag er et tyve cm tykt lag af brændt, rød ler det eneste, der er tilbage efter det gamle romerske handelscentrum Londinium. Ifølge Tacitus skal Boudiccas hær i løbet af sit felttog have dræbt 70.000 civile. 

### Selve slaget
Paulinus valgte sin slagmark med omhu, og et sted udenfor London mødtes de to hære. Slaget begyndte ifølge Dio Cassius med en tale Boudicca holdt til sine mænd. Sandsynligvis er talen en rekonstruktion, baseret på en romers tolkning af det britiske syn på besættelsen af Britannien: "I har lært, hvilken stor fejl, I begik, da I foretrak et indført despoti frem for forfædrenes levevis, og I er blevet klar over, hvor meget bedre fattigdom uden en herre er, end velstand med slaveri...Lad os vise [romerne], at de er harer og ræve, der prøver at herske over hunde og ulve." Den romerske styrke, som var mindre men havde bedre udstyr, strateger og disciplin, vandt en knusende sejr. Der er mange teorier om hvor slaget blev udkæmpet. Ifølge Tacitus mistede romerne 400 mænd, mens Boudicca mistede henved 80.000. Det ser ud til at være en overdrivelse, noget som er normalt blandt antikkens historikere, men ud fra hans beskrivelse af slaget er der ingen tvivl om, at romernes tab var små i forhold til kelternes. Da nyheden om sejren nåede Rom, blev 14. legion ("Gemina") med ét den mest berømte hærenhed i romersk historie. På markedspladser, i badene og i krostuerne talte romerne stolt om den legion der havde stået fast og knust briternes gigantiske hær, og dermed reddet den romerske provins Britannien. Kejser Nero udtalte, at 14. legion fra nu af skulle være kendt som "hans mest effektive legion", og gav den ærestitlen Martia Victrix (= Mars' sejrrige). 

### Boudiccas skæbne
Den almindeligste mening er at Boudicca flygtede og begik selvmord. Ifølge Tacitus tog hun gift. Det er også muligt at hun faldt i slaget eller døde i fangenskab. Snettisham-skatten, der blev fundet i august 1990 af metalsøgeren Charles Hodder og er udstillet i British Museum, kan muligvis være kongefamiliens nedgravede rigdom.
London-myter vil have det til at hendes sidste slag blev udkæmpet ved King's Cross-banegården, og at Boudicca ligger begravet under perron 8, 9 eller 10 (et område, som nu til dags også knyttes til Harry Potter); men det findes der intet arkæologisk eller historisk belæg for. 
På Hampstead Heath har man udpeget en høj som et muligt gravsted for dronningen; højen stammer imidlertid fra bronzealderen. 

## Statue
I det 19. århundrede blev der rejst en statue af hende ved Themsen i London, lige ved parlamentsbygningen i Westminster. Hun står sammen med sine to døtre i en stridsvogn med knivblade på hjulene. Statuen blev lavet af Thomas Thornycroft, og er også en hyldest til dronning Victoria, da begge dronninger havde et navn med betydning tilknyttet "sejr". 